# Barasa alena
Barasa alena är en fjärilsart som beskrevs av Swinhoe 1918. Barasa alena ingår i släktet Barasa och familjen trågspinnare. Inga underarter finns listade i Catalogue of Life.